# مهرجان الأغنية السورية
مهرجان الأغنية السورية هو مسابقة غنائية سورية كانت تقيمُه سنويًّا على مدرج قلعة حلب وزارةُ الإعلام والهيئة العامة للإذاعة والتلفزيون، ويتنافس فيه عددٌ من المغنِّين السوريين على نيل عدَّة جوائز.

## المواسم

### مهرجان الأغنية السورية الثامن
أقيم فيما بين 28 و30 من أغسطس 2002 بإدارة الفنان صباح فخري، تحت شعار تكريم الأغنية الوطنية.
| المركز          | الفنان      | اسم الأغنية | كلمات      | لحن          |
| --------------- | ----------- | ----------- | ---------- | ------------ |
| الأول           | حسان عمراتي | حواري الشام | محمد عمر   | محمد هباش    |
| الثاني          | سمر بركات   | براءة       | محمد حمدان | مهدي إبراهيم |
| الثالث (مناصفة) | محمود رجب   | لكل الشعوب  | عمر البابا | محمد رجب     |
| الثالث (مناصفة) | إيناس لطوف  | هذه مدينتي  | مهدي صالح  | مهدي صالح    |

### مهرجان الأغنية السورية التاسع
أقيم في الفترة ما بين 12 و14 ديسمبر 2003 بإدارة الفنان سهيل عرفة.
| المركز | الفنان | اسم الأغنية | كلمات | لحن |
| ------ | ------ | ----------- | ----- | --- |
| الأول  |        |             |       |     |

## وصلات خارجية
- ناديا المنفوخ - أغنية هوني ياسمرة، مهرجان الأغنية السورية 1998
- أمل عرفة - أغنية غزالة، مهرجان الأغنية السورية